# 米兰·什赖贝尔
米兰·什赖贝尔（捷克語：Milan Šrejber，1963年12月30日—），捷克男子网球运动员。他曾代表捷克斯洛伐克参加1988年夏季奥林匹克运动会网球比赛，搭档米洛斯拉夫·梅奇日获得男子双打铜牌。